# 藤久保三四郎
藤久保 三四郎（ふじくぼ さんしろう、1904年5月10日 - 1983年6月2日）は、日本の経営者。日立化成工業社長、会長を務めた。栃木県出身。

## 経歴・人物
1925年に東京高等工業学校電気工学科を卒業し、同年4月に日立製作所に入社。1961年11月に常務、1963年4月には日立化成工業社長に就任。1974年11月に会長に就任し、1977年6月には相談役に就任。
1970年4月に藍綬褒章を受章し、1976年4月に勲三等旭日中綬章を受章した。
1983年6月2日脳出血のために死去。79歳没。